# Aspsjön, Medelpad
Aspsjön är en sjö i Ånge kommun i Medelpad som ingår i Ljungans huvudavrinningsområde. Sjön är 4 meter djup, har en yta på 0,01 kvadratkilometer och är belägen 360 meter över havet.